# فنسنت تراب
فنسنت تراب (بالإنجليزية: Vincent Trapp)‏ (26 يناير 1861 بملبورن في أستراليا - 21 أكتوبر 1929) هو لاعب كريكت أسترالي. لعب مع فريق فكتوريا للكريكت.

## وصلات خارجية
- فنسنت تراب على موقع إي آس بي آن كريك إنفو (الإنجليزية)